# Pterostichus femoralis
Pterostichus femoralis är en skalbaggsart som beskrevs av Kirby. Pterostichus femoralis ingår i släktet Pterostichus och familjen jordlöpare. Inga underarter finns listade i Catalogue of Life.